# Eckhard von Raab-Straube
Eckhard von Raab-Straube (1967-8 de julio de 2024) fue un botánico y taxónomo alemán.

## Biografía
En 1995, obtuvo la licenciatura por la Universidad Libre de Berlín. Entre julio y agosto de 2002, participó de una expedición botánica farmacéutica ruso-alemana a las montañas de Altái, en Siberia.
En 2012 obtuvo su Ph.D. por la misma casa de altos estudios.

## Algunas publicaciones

### Libros
- . 2004.

## Honores
- Coeditor con Ralf Hand, Norbert Kilian, del Portal Cichorieae (enlace roto disponible en Internet Archive; véase el historial, la primera versión y la última).

### Membresías
- Asociación Internacional de Taxonomía Vegetal (IAPT)
- OPTIMA - Organización para la Investigación Fitotaxonómica del área mediterránea
- Sociedad de sistemática biológica (GFBs)
- Sociedad para el Estudio de la Flora de Alemania eV (GEFD)
- Sociedad Botánica de Berlín y Brandeburgo est. 1859

- La abreviatura «Raab-Straube» se emplea para indicar a Eckhard von Raab-Straube como autoridad en la descripción y clasificación científica de los vegetales.[2]